# Botilsäters distrikt
Botilsäters distrikt är ett distrikt i Säffle kommun och Värmlands län. Distriktet ligger omkring Botilsäters kyrka på norra delen av halvön Värmlandsnäs i södra Värmland, vid Vänern. 

## Tidigare administrativ tillhörighet
Distriktet inrättades 2016 och utgörs av Botilsäters socken i Säffle kommun.
Området motsvarar den omfattning Botilsäters församling hade vid årsskiftet 1999/2000.

## Tätorter och småorter
I Botilsäters distrikt finns inga tätorter eller småorter.